# Aeródromo de Muchamiel
El aeródromo de Muchamiel (OACI: LEMU) es un aeródromo privado español de la provincia de Alicante. Se ubica en el municipio de Muchamiel (urbanización Río Park), a tan solo 10 km al norte de la ciudad de Alicante, en pleno centro de la Costa Blanca. 
El aeródromo de Muchamiel entró en servicio en 1981. Desde entonces ha experimentado una importante evolución, tanto en sus instalaciones como en sus servicios. 
Está destinado a la aviación general, convirtiéndose en un aeródromo de referencia, ya que gracias a su privilegiado enclave, se convierte en la opción ideal como destino turístico o como aeródromo de tránsito en vuelos al resto de España.